# Сафразбекян, Гурген Садатович
Гурген Садатович Сафразбекян (1906—1988) — советский инженер-энергетик, лауреат Сталинской премии.
Родился 2 октября 1906 года в г. Герюсы (Горис) Зангезурского уезда Елизаветпольской губернии в семье инспектора русской 2-классной школы. Брат - Сафразбекян Геворк Садатович (1900-1937), дивизионный комиссар.
Послужной список:
- 1921—1922 ученик переплётчика, затем — переплётчик типографии Коммунхоза, г. Герюсы.
- 10.1922 — 06.1926 учёба в Эриванском индустриальном техникуме.
- 1926—1928 электромонтер гидростанции Аллавердского медеплавильного завода.
- сентябрь 1928 — июнь 1929 служил в РККА в I Армянском стрелковом полку в Ереване.
- с 1929 по сентябрь 1930 года — техник-электрик Аллавердского медеплавильного завода. Затем решением ЦК КП(б) Армении направлен в Москву на учёбу.
- 10.1930 — 04.1935 студент Московского энергетического института по специальности инженер-электрик.
- апрель 1935 — октябрь 1941 в Мосэнерго: март 1935 — август 1937 — инженер Центральной службы защиты (ЦСЗ), август 1937 — октябрь 1939 — старший инженер, октябрь 1939 — ноябрь 1941 — заместитель начальника ЦСЗ.
- 1941—1942 служил в РККА в составе 303-го Отдельного инженерного батальона Западного фронта. Старший техник- лейтенант. Принимал участие в строительстве электрозаграждений на подмосковных оборонительных рубежах. 20 марта 1942 года откомандирован штабом Инжвойск Западного фронта в распоряжение Наркомата электростанций.
- март-май 1942 заместитель начальника ЦСЗ Мосэнерго.
- с мая 1942 по май 1953 года — на ГЭС-14 (Рыбинской ГЭС) (г. Щербаков): начальник службы защиты, начальник электрораболатории, заместитель начальника электроцеха, с 18 января 1947 — начальник электроцеха, с ноября 1947 по май 1953 года — главный инженер и заместитель директора ГЭС-14. Избирался секретарем парторганизации ГЭС-14.
- с 1 сентября 1953 года — начальник электротехнической части, заместитель главного инженера Мосэнерго.
- с 15 апреля 1958 года — заместитель начальника Гидрослужбы.

С 5 июня 1972 года на пенсии.
Член ВКП(б)/КПСС с 1930 года.
Лауреат Сталинской премии 1951 года — за автоматизацию и телемеханизацию Узбекской и Московской энергосистем. Награждён медалями: «За оборону Москвы», «За трудовое отличие», «За доблестный труд в Великой Отечественной 1941-45 гг.».
Умер в 1988 году.